# Cronologia della reggia di Versailles
Cronologia storica della Reggia di Versailles elaborata sui principali fatti storici e mutamenti architettonici subiti dalla reggia dalla sua costruzione sino ai giorni nostri.

## XVII secolo

### 1600-1609
- 1607 - Luigi, futuro Luigi XIII, all'età di 6 anni si reca a cacciare per la prima volta a Versailles[1], risiedendo però al castello di Saint-Germain-en-Laye.

### 1610-1619
1611-1987

### 1620-1629
- 1623 - Luigi XIII, all'età di 22 anni, fa costruire un padiglione di caccia a Versailles[1].

### 1630-1639
- 1630 - 11 novembre, Richelieu incontra Luigi XIII a Versailles provocando la cosiddetta Giornata degli imbrogli.
- 1631 - Su richiesta del re, Philibert Le Roy costruisce un piccolo castello sul sito del padiglione di caccia[1].
- 1632 - 8 aprile, Luigi XIII ottiene la signoria di Versailles da Jean-François de Gondi.

### 1650-1659
- 1651 - prima visita di Luigi XIV a Versailles.

### 1660-1669
- 1662 - Luigi XIV lancia i lavori d'ingrandimento di Versailles. Alla sua morte, 53 anni più tardi, Versailles sarà ancora un cantiere in alcune sue parti[2].
- 1664
  - Costruzione dell'acquedotto che rimpiazza la pompa di Claude Denis da Clagny
  - 6 maggio, debuttano i Plaisirs de l'île enchantée, grande festa tenutasi nei giardini del castello
- 1665
  - Costruzione della Grotta di Teti
  - Messa in opera della pompa di Denis Jolly per alimentare tutta l'acqua necessaria alla grotta di Teti
  - Prime statue nel parco
- 1666 - 17 agosto, inaugurazione da parte di Luigi XIV dei primi giochi d'acqua a Versailles[3]
- 1667
  - Inizio dell'escavazione del Grand Canal
  - Costruzione di tre grandi ghiacciaie a nord del castello (lungo l'attuale rue des Réservoirs che da queste prende il nome)
- 1668
  - 18 luglio, «Grand Divertissement Royal de Versailles», seconda grande festa tenutasi nei giardini che permetterà di far conoscere il nome di Versailles e che vede la prima rappresentazione di George Dandin o il marito confuso, di Molière, e delle Fêtes de l’Amour et du Hasard di Lully.
  - Inizio della costruzione da parte di Louis Le Vau dell'« enveloppe », un secondo rivestimento che circonda il primo castello ingrandendolo
  - Inizio della costruzione del Grand Canal[4].
  - Costruzione delle tubature idrauliche sulla Bièvre (creazione dell'acquedotto e delle riserve di Satory)

### 1670-1679
- 1670 - Costruzione del Trianon de porcelaine
- 1670 e 1671 - costruzione di quattordici grandi hôtels particuliers (Luxembourg, Noailles, Guise, Bouillon e Gesvres tra gli altri) vengono costruiti nella nuova cittadina di Versailles.
- 1671 - Viene terminato il corpo centrale con gli appartamenti del re e della regina, i quattro padiglioni d'avancorpo e i primi giardini[2].
- 1672 - 3 riserve d'acqua sono costruite sotto la terrazza del castello
- 1673 - Espulsione degli abitanti del borgo di Versailles dietro il pagamento di 119.823 livres[4].
- 1674
  - Distruzione delle case del borgo[4].
  - Pierre-Paul Riquet presenta al re il progetto di un canale della Loira a Versailles per alimentare l'acqua del parco. L'abate Picard dimostrerà che tale progetto risulta impossibile da realizzare.
- 1675 - Inizio dei lavori per ottenere l'acqua dagli stagni di Trappes e dal Bois d'Arcy
- 1678
  - Inizio della costruzione della Galleria degli Specchi sulla vecchia terrazza del castello.
  - Inizio della costruzione dell'Aile du Midi destinata ad alloggiare i cortigiani.
  - Inizio dei lavori allo Specchio d'acqua degli Svizzeri ed al Bacino di Nettuno.
  - Le fontane dei giardini sono in grado di funzionare regolarmente tutto il giorno grazie all'acqua degli stagni di Trappes e di Bois d'Arcy[5].
- 1679 - Termine del Grand Canal[4].

### 1680-1689
- 1680
  - Nelle sue Mémoires, Primi Visconti critica veementemente il castello di Versailles
  - Costruzione della grille royale ad opera di Mansart tra la cour d'Honneur e la cour royale.
- 1681
  - Charles Le Brun completa la decorazione dei grands appartements.
  - Escavazione del Grand Canal e dello specchio d'acqua degli Svizzeri.
  - Moltiplicazione dei boschetti e delle fontane verso il giardino e necessità di nuova acqua per il medesimo. Nasce così lo stile "alla francese" nella costruzione dei giardini.
  - maggio - Iniziano i lavori di canalizzazione della Senna per la Macchina di Marly
- 1682
  - Inizio della costruzione della Grand Commun, termine della costruzione dell'Aile du Midi e delle Écuries
  - 6 maggio - Versailles diventa ufficialmente sede del governo e quindi residenza ufficiale del sovrano[6]
  - 14 giugno - Prima prova, alla presenza del re, della macchina di Marly.
- 1683
  - Il Grand parc de chasse viene cinto da un muro alto tre metri per una lunghezza totale di 43 chilometri.
- 1684
  - Termine della costruzione della Grand Commun
  - Costruzione di quattro riserve a Montbauron per la macchina di Marly[4].
  - Costruzione di nuove riserve (lungo l'attuale rue des Réservoirs) a nord del castello
  - Sistemazione delle riserve di Gobert per ricevere l'acqua dagli stagni inferiorie dall'Acquedotto di Buc.
- 1685
  - Inizio della costruzione dell'Aile du Nord (sopra le precedenti riserve acquee)
  - Numero massimo di persone impiegate a Versailles mai registrato: 36.000 uomini[2] che lavorano per 11 ore al giorno, 220 giorni l'anno.
  - Per proteggerne il degrado, il parco è stato chiuso al pubblico esterno ad eccezione delle persone ammesse a corte[7]
  - Inizio dei lavori del canal de l'Eure[5]
  - 15 maggio - ricevimento del doge di Genova, primo grande ricevimento alla Galleria degli Specchi[6]
- 1686
  - Distruzione della Grotta di Teti per lasciare spazio alla Cappella reale di Versailles.
  - 1 settembre - ricevimento degli ambasciatori del re del Siam[6]
- 1687 - La « fièvre paludéenne » uccide 6000 operai impiegati al cantiere del castello[2].
- 1688
  - Inizio della guerra della Grande Alleanza che rallenta i lavori per l'ammanco di materiali necessari[2].
  - Abbandono dell'escavazione del canal de l'Eure[5]
  - Ferma dei mulini di Clagny[8]
- 1689
  - Inizio della costruzione della Cappella reale di Versailles, nell'Aile du Nord
  - Ferma dei mulini di Val che potavano l'acqua dalla Bièvre. Il parco non è più alimentato dalle riserve acquee esterne[8].

### 1690-1699
- 1691 - furto di oggetti in oro dal Grand appartement, restituiti misteriosamente qualche giorno dopo (si suppone una vendetta nei confronti di Alexandre Bontemps, l'intendente del castello)[7]
- 1697
  - Fine della guerra della Grande Alleanza che aveva fermato per nove anni i lavori al castello
  - 11 dicembre - Matrimonio del duca di Borgogna (nipote di Luigi XIV e padre del futuro Luigi XV) con Maria Adelaide di Savoia[6]
- 1699 - Ripresa della costruzione del castello ad opera di Jules Hardouin Mansart dalla cappella, interrotta per la guerra della Grande Alleanza

## XVIII secolo

### 1700-1709
- 1704 - novembre, riapertura del parco a tutti i visitatori[7] (era stato riservato esclusivamente alla corte per 19 anni)
- 1708 - Morte di Jules Hardouin Mansart
- 1710 - Termine della cappella di Versailles ad opera di Robert de Cotte, cognato di Jules Hardouin Mansart.

### 1710-1719
- 1710
  - 15 febbraio - nascita di Luigi, futuro Luigi XV, figlio terzogenito di Luigi di Francia, il Petit Dauphin, e di Maria Adelaide di Savoia, nipote quindi di Luigi XIV.
- 1711
  - 18 novembre - Scossa di terremoto registrata a Versailles[9].
- 1712
  - Un'epidemia di rosolia colpisce Maria Adelaide di Savoia il 12 febbraio, suo marito il delfino Luigi il 18 febbraio, il loro figlio, il duca di Bretagna l'8 marzo.
- 1715
  - 19 febbraio - ricevimento dell'ambasceria di Persia, terzo ricevimento di Luigi XIV nella Galleria degli Specchi[6]
  - Settembre
    - 1 settembre, morte di Luigi XIV
    - 9 settembre, dopo 8 giorni d'esposizione nel Salone di Mercurio, la salma del re viene deposta nella basilica di Saint-Denis con solenne cerimonia
    - Con la morte del re, la corte ritorna a Parigi
- 1717 - 
  - maggio - dal 24 al 26 maggio, visita dello zar Pietro il Grande che alloggia negli appartamenti del duca di Borgogna
  - giugno, dal 3 al 6 giugno, seconda visita dello zar e alloggiamento presso l'ala del Trianon-sous-bois.

### 1720-1729
- 1722
  - 15 giugno - Ritorno del Reggente, di Luigi XV e della corte a Versailles[6]

### 1730-1739
- 1735 - drenaggio e riempimento dello stagno di Clugny per ragioni di salubrità[8].

### 1740-1749
- 1742 - 11 gennaio - Ricevimento dell'ambasciata della Sublime porta[6]
- 1746 - Primo esperimento di scariche elettriche davanti al re ed alla corte tenuto dall'abate Nollet nella Galleria degli Specchi.
- 1748 - Conversione dello Scalone degli Ambasciatori in teatro per Madame de Pompadour, denominato «théâtre des Petits Cabinets».

### 1750-1759
- 1752 - distruzione dello Scalone degli Ambasciatori
- 1756
  - 18 febbraio, scossa di terremoto tra Parigi e Versailles[9]
  - 1 maggio, firma del trattato di Versailles tra l'Austria e la Francia per confermare la pace e l'alleanza tra i due paesi.
  - 30 maggio, scossa di terremoto percepita a Versailles[9]
- 1757 - 5 gennaio, attentato di Damiens contro il re.

### 1760-1769
- 1760
  - 20 gennaio, scossa di terremoto percepita a Versailles[9]
  - Costruzione dell'hôtel de la Guerre
- 1761 - Inizio della costruzione del Petit Trianon
- 1763 - dicembre, la famiglia Mozart composta dal padre Leopold, il figlio Wolfgang Amadeus e la figlia Nannerl sono a Versailles. Vengono ricevuti in privato dal re e da madame de Pompadour a metà dicembre, ma il ricevimento ufficiale davanti alla corte avviene alla fine di dicembre di quello stesso anno[6].
- 1764 - 1 gennaio 1764, la famiglia Mozart viene chiamata ad un concerto improvvisato e Wolfgang esegue un'improvvisazione sull'organo della cappella reale di Versailles. Lasceranno la reggia sedici giorni dopo[6].
  - dicembre
- 1762 - Completamento dell'hôtel des Affaires étrangères et de la Marine
- 1768
  - Firma del trattato di Versailles che riunisce la Corsica al patrimonio personale del re di Francia, dopo che questa era stata possedimento genovese e quindi occupata dalla Francia.
  - Conclusione della costruzione del Petit Trianon
- 1769 - Il secrétaire a cilindri di Luigi XV viene omaggiato al re

### 1770-1779
- 1770
- Arrivo a corte di un rinoceronte da Chandernagor offerto a Luigi XV[10]
- 16 maggio, matrimonio del delfino (futuro Luigi XVI) con Maria Antonietta d'Asburgo-Lorena, celebrato nella cappella reale del palazzo e inaugurazione dell'Opéra Royal in occasione del festino.
- 1771
  - Gabriel presenta a Luigi XV il suo «Grand Projet» di ricostruzione di tutte le facciate della reggia.
  - Rimozione della grille tea la cour d'Honneur e la cour Royale
  - 14 maggio 1771, Luigi, conte di Provenza e futuro Luigi XVIII, sposa Maria Giuseppina di Savoia nella cappella reale del palazzo

### 1780-1789
- 1782 - Maria Antonietta chiede ed ottiene la creazione dell'Hameau de la Reine.
- 1783
  - Firma del trattato di Versailles tra la Francia, la Spagna e la Gran Bretagna.
  - 19 settembre, 120.000 persone assistono davanti alla reggia di Versailles al primo volo in mongolfiera.
- 1784
  - dimostrazione a corte del « baquet de Mesmer »
  - Il robot La Joueuse de tympanon viene presentato a Versailles. La regina Maria Antonietta lo acquista l'anno seguente.
- 1787 - Edificazione del padiglione di caccia La Lanterne ad opera del principe de Poix, capitano delle cacce e governatore di Versailles, su un terreno al confine della ménagerie.
- 1789
  - 5 ottobre - il popolo di Parigi marcia su Versailles e giunge sino ai cancelli della reggia. Da uno scontro a fuoco, la famiglia reale viene riportata a Parigi e costretta ad abbandonare per sempre la reggia.

### 1790-1799
- 1791 - I pannelli, gli specchi e tutti gli oggetti eccessivamente espliciti della monarchia francese vengono rimossi dalla reggia. Le opere d'arte ivi presenti sono inviate al Louvre, divenuto dal 1792 Musée Central des Arts.
- 1793
  - 10 giugno, la Convenzione nazionale, con la caduta della monarchia, vende all'incanto i mobili della reggia: 17.182 lotti vengono smembrati tra il 1793 ed il 1796. I pezzi più belli partono alla volta dell'Inghilterra dove mandatari di re Giorgio III li acquistano per i palazzi del re inglese
- 1794
  - 4 giugno, la Convenzione include ufficialmente Versailles tra i palazzi a disposizione della Repubblica[11].

## XIX secolo

### 1800-1809
- 1804 - Il castello viene acquisito come residenza imperiale da Napoleone[11]
- 1805
  - Napoleone fa riammobiliare il Grand Trianon dove decide di effettuare i suoi soggiorni estivi con l'imperatrice Josephine[11]
  - 3 gennaio, papa Pio VII visita il castello di Versailles[6].
- 1806 - L'architetto Jacques Gaudouin propone un'importante trasformazione della reggia con una spesa di 50.000.000 di franchi che viene rifiutata dall'imperatore.
- 1808, l'ispettore del castello, Alexandre Dufour, fa costruire il portico della Vieille-aile[11] (rimpiazzato oggigiorno dal pavillon Dufour), simmetrico al pavillon Gabriel

### 1810-1819
- 1815 - Con la Restaurazione, Philippe Louis Marc Antoine de Noailles, principe di Poix diviene governatore della Casa Reale di Versailles e del Trianon e con questo titolo rappresenta il sovrano a Versailles.
- 1819 Armand-Maximilien-François-Joseph-Olivier de Saint-Georges, marchese di Vérac succede alla morte di de Noailles come governatore della Casa Reale di Versailles e del Trianon.

### 1830-1839
- 1833 - Luigi Filippo I, re dei Francesi, decise per salvare Versailles dalla rovina, di trasformarla in un museo della storia di Francia per celebrare le conquiste militari dell'Ancien Régime, della Rivoluzione Francese, dell'Impero e anche della Restaurazione.
- 1836 - 30 giugno, il muro delle cisterne a nord del parco cede inondando l'hôtel des Réservoirs e riversandosi nella rue des Réservoirs.
- 1837 - 18 giugno, inaugurazione del musée de l'Histoire de France per mano di Luigi Filippo

### 1850-1859
- 1850 - Eudore Soulié viene nominato conservatore aggiunto incaricato al servizio del Museo di Versailles da Émilien de Nieuwerkerke
- 1854 - Eudore Soulié viene autorizzato a rivestire il titolo (di cortesia) di "conservatore di Versailles"
- 1855 - 25 agosto, Napoleone III riceve la regina Vittoria al castello di Versailles con una cena, un ballo e dei fuochi d'artificio nel parco[6]. È l'occasione per la realizzazione di una nuova illuminazione a gas nella Galleria degli Specchi e vengono scattate le prime fotografie del castello[6].

### 1860-1869
- 1867
  - Su impulso dell'imperatrice Eugenia, il grande porta gioielli di Schwerdfegern, la scrivania di Roentgen ed altri mobili prestigiosi vengono reintegrati nel patrimonio di Versailles.
  - In occasione dell'Esposizione Universale del 1867 viene aperto un museo dedicato a Maria Antonietta nel Petit Trianon[6].
  - Eudore Soulié viene definitivamente "conservatore di Versailles".

### 1870-1879
- 1870 - il castello diventa il quartier generale dell'armata pressiana all'Assedio di Parigi
- 1871
  - gennaio - 18, proclamazione dell'Impero tedesco nella Galleria degli Specchi
  - febbraio - 26, firma del trattato preliminare di pace nella Galleria degli Specchi, mettendo così termine alla Guerra franco-prussiana.
  - marzo, il governo di Jules Dufaure si rifugia a Versailles. Diversi ministeri, il consiglio di stato e la Banca di Francia si installano al castello con le loro sedi[12].
  - marzo - 20, riunione della nuova Assemblea Nazionale della Terza Repubblica che si tiene nella sala dell'Opèra.
  - settembre - 2, un consiglio di guerra contro gli insorti della Comune di Parigi si tiene nella Grande Écurie[2]. Si tengono in seguito più di 24 consigli[2].
- 1875 - 25 maggio, con l'adozione del bicameralismo, i deputati vengono riuniti nell'aile du Midi mentre i senatori all'Opéra
- 1876
  - Edmond de Joly costruisce in 8 mesi la sala del Congresso nell'aile du Midi.
  - Morte di d'Eugène Soulié, primo conservatore di Versailles. Nomina di Louis Clément de Ris al suo posto.
- 1879 - 21 giugno, una legge costituzionale abroga l'articolo 9 della Costituzione che fissa il limite massimo di deputati e senatori e vengono trovati nuovi spazi per gli organismi di governo: al Palazzo Borbone viene destinata la Camera dei Deputati mentre il Senato è trasferito al Palazzo del Lussemburgo. I locali a Versailles pertanto tornano ad essere a disposizione del museo.[11].

### 1880-1889
- 1882 - Rinuncia del conservatore Louis Clément de Ris. Nomina del pittore Charles Gosselin a nuovo conservatore di Versailles.
- 1887 - 3 dicembre, Sadi Carnot è il primo presidente della repubblica proclamato a Versailles.

### 1890-1899
- 1892 - Morte di Charles Gosselin. Pierre de Nolhac (1859-1936) diviene il nuovo conservatore del museo di Versailles
- 1894 - 27 giugno, Jean Casimir-Perier viene proclamato presidente della repubblica dal parlamento riunito a Versailles.
- 1895 - 17 gennaio, Félix Faure viene proclamato presidente della repubblica dal parlamento riunito a Versailles.
- 1896 - ricevimento ufficiale dello zar Nicola II di Russia[6]
- 1899 - 18 febbraio, Émile Loubet viene proclamato presidente della repubblica dal parlamento riunito a Versailles.

## XX secolo

### 1900-1909
- 1906 - 18 febbraio, Armand Fallières viene eletto presidente della repubblica dal parlamento riunito a Versailles.

### 1910-1919
- 1913 - 18 febbraio, Raymond Poincaré viene eletto presidente della repubblica dal parlamento riunito a Versailles.
- 1914[13]:
  - Ritorno a Versailles dei globes de Coronelli che verranno installati prima della Grande Guerra.
  - 2 agosto: Mobilitazione generale dell'esercito francese: la cour d'honneur e la place d'armes sono utilizzate per assemblare le truppe. L'hôtel Trianon Palace serve come ospedale. Il museo è chiuso.
  - Fine di agosto: alcune opere d'arte di Gobelins vengono spostate verso il sud della Francia. Altre sono stoccate nell'aile Gabriel. Alcuni guardiani, il conservatore Pierre de Nolhac, e François-Benjamin Chaussemiche, l'architetto in capo, rimangono al castello.
  - autunno: nel parco della reggia sono realizzate alcune trincee difensive per creare una cintura di difesa di Parigi ** autunno: alcuni capi di bestiame vengono allevati nel parco a sostegno della popolazione della capitale. Tale bestiame verrà evacuato durante il periodo invernale.
- 1919 - 28 giugno, firma del trattato di Versailles nella Galleria degli Specchi

### 1920-1929
- 1920
  - Rinuncia di Pierre de Nolhac. Nomina al suo posto di André Pératé (1862-1947).
  - febbraio - 18, Paul Deschanel viene eletto presidente della repubblica dal parlamento riunito a Versailles.
  - giugno - 4, firma del trattato del Trianon al Grand Trianon relativamente alla sorte dell'Ungheria dopo la disgregazione dell'Impero austro-ungarico
  - settembre - 23, Alexandre Millerand viene eletto presidente della repubblica dal parlamento riunito a Versailles.
- 1924 - 13 giugno, Gaston Doumergue viene eletto presidente della repubblica dal parlamento riunito a Versailles.

### 1930-1939
- 1931 - 13 giugno, Paul Doumer viene eletto presidente della repubblica dal parlamento riunito a Versailles.
- 1932
  - Rinuncia di André Pératé. Nomina al suo posto di Gaston Brière (1871-1962).
  - maggio - 10, Albert Lebrun viene eletto presidente della repubblica dal parlamento riunito a Versailles.
- 1938
  - Ricevimento ufficiale di re Giorgio VI del Regno Unito[6]
  - Pierre Ladoué (1881-1973) diviene nuovo conservatore.
- 1939 - 5 aprile, Albert Lebrun viene eletto presidente della repubblica dal parlamento riunito a Versailles.

### 1940-1949
- 1940
  - 13 giugno, a Versailles rimane solo il conservatore capo e tre giardinieri[14]
  - 14 giugno - dopo l'invasione, i nazisti giungono alla reggia di Versailles. Il castello viene messo loro a disposizione dalle 9 alle 21 ed i soldati tedeschi lo visitano in massa[15]
  - autunno: progetto del generale Pétain di installarsi alla reggia[15].
- 1941
  - Rinuncia di Pierre Ladoué. Charles Mauricheau-Beaupré (1889-1953) viene nominato nuovo conservatore.
  - Il castello viene riaperto ai visitatori[15].
  - 1 luglio - Joseph Goebbels visita il castello[15].
- 1943 - installazione del cannone antiaereo tedesco nella parte sud del castello per proteggere la stazione di Versailles Chantiers dai bombardamenti alleati[2]
- 1944
  - 23 agosto, liberazione della città di Versailles
  - settembre, 
    - Il comando alleato si installa all'hôtel Trianon Palace, nelle immediate vicinanze del castello.
    - Viene organizzato uno spettacolo nei giardini di Versailles per le truppe americane con Fred Astaire[2]

  - 15 dicembre, sparizione nella manica dell'aereo di Glenn Miller che doveva recarsi a Versailles per tenere un concerto per le truppe americane[2].
- 1946 - luglio, riapertura del castello al pubblico[15]
- 1947 - 16 gennaio, Vincent Auriol, viene eletto presidente della repubblica dal parlamento riunito a Versailles (primo presidente della IV repubblica).

### 1950-1959
- 1950 - rimessa in funzione dell'Acquedotto di Buc[8]
- 1953
  - René Coty viene eletto presidente della repubblica dal parlamento riunito a Versailles. Sarà l'ultimo presidente ad essere eletto a Versailles.
  - 26 april, Charles Mauricheau-Beaupré muore in un incidente. Gérald Van der Kemp (1912-2001) viene nominato nuovo conservatore del museo e del castello di Versailles e del Trianon.
  - Riprese del film Si Versailles m'était conté... di Sacha Guitry
- 1957
  - 9 aprile, ballo di gala in onore del presidente René Coty e della regina Elisabetta II[6]. Fu lei ad inaugurare l'Opéra restaurata, opera alla quale ella stessa aveva personalmente contribuito con donazioni[6]
- 1959 - La Lanterne viene riservata ad uso del primo ministro come residenza di villeggiatura.

### 1960-1969
- 1960 - 20 dicembre, prima riunione del Congresso (Assemblea Nazionale) a Versailles sotto la V repubblica.
- 1961
  - 1 giugno, cena di gala offerta dal generale De Gaulle in onore del presidente Kennedy nella Galleria degli Specchi[2].
  - ottobre 1961 - cena di gala in onore dello Scià di Persia[6].
- 1962 - Il ministro della cultura André Malraux inizia i restauri del Grand Trianon con la sistemazione dell'ala sinistra per ricevere gli ospiti d'onore del presidente della repubblica[6] e l'ala del Trianon-sous-Bois per il presidente stesso[6].
- 1963 - ferma della macchina di Dufrayer che aveva rimpiazzato la Macchina di Marly sulla Senne[8].

### 1970-1979
- 1977 - distruzione parziale dell'Acquedotto di Trappes per l'ingrandimento della città di Versailles[8].
- 1978 - Nella notte tra il 25 ed il 26 giugno 1978, avviene un attentato bombarolo alla Galleria delle Battaglie

### 1980-1989
- 1980 - Gérald Van der Kemp va in pensione. Gli subentra come conservatore Pierre Lemoine (1920-2006).
- 1982 - dal 4 al 6 giugno, 8º summit del G7.
- 1985 - François Mitterrand accoglie Michail Gorbačëv al Grand Trianon[6].
- 1986
  - Dal 17 al 19 febbraio, primo Summit della Francofonia.
  - Pensionamento di Pierre Lemoine. Viene nominato Yves Bottineau (†2008) quale nuovo conservatore generale.
- 1989 - Pensionamento di Yves Bottineau. Jean-Pierre Babelon (1931) viene nominato quale nuovo conservatore generale.

### 1990-1999
- 1992 - François Mitterrand accoglie il presidente russo Boris Eltsine al Grand Trianon[6].
- 1995 - Pensionamento di Jean-Pierre Babelon. Hubert Astier (1938) viene nominato al suo posto come conservatore generale.
- 1999 - 26 dicembre, nella notte, l'Uragano Lothar soffia a più di 200 km/h e circa 10.000 alberi vengono danneggiati[6] tra cui due tulipiers de Virginie piantati da Maria Antonietta nel 1783, un pino corso piantato da Napoleone ed alcuni tra gli alberi più vecchi del parco, piantati all'epoca di Luigi XIV[6].

## XXI secolo

### 2000-2009
- 2003 - Pensionamento di Hubert Astier. Christine Albanel (1955) viene nominata nuova conservatrice.
- 2006
  - gennaio - La cancelliera tedesca Angela Merkel ed il presidente francese Jacques Chirac inaugurano al castello di Versailles l'esposizione « Splendeurs de la cour de Saxe, Dresde à Versailles ».
- 2007
  - Jean-Jacques Aillagon (1946) rimpiazza Christine Albanel divenuta ministro della cultura.
  - Nicolas Sarkozy, eletto presidente, decide di destinare La Lanterne a sa residenza di villeggiatura, non ponendola quindi più a disposizione del primo ministro
- 2008 - Reinstallazione della grille royale tra la cour d'Honneur e la cour royale
- 2009 - 22 giugno, prima riunione del Congresso a Versailles per poter ascoltare le dichiarazioni del presidente Nicolas Sarkozy riguardo alla revisione costituzionale dell'anno precedente.

### 2010-oggi
- 2011
  - 2 ottobre - Catherine Pégard rimpiazza Jean-Jacques Aillagon come conservatore di Versailles.
- 2014
  - 27 marzo - Concerto tenutosi all'Opéra del castello e cena al Trianon tra il presidente francese François Hollande ed il presidente della Repubblica Popolare Cinese, Xi Jinping[16]
- 2015
  - 16 novembre - riunione del Congresso a Versailles per ascoltare il presidente della Repubblica circa gli attentati del 13 novembre.
- 2016
  - marzo - Annuncio della creazione di un hotel di lusso presso Versailles che occuperà l'Hôtel du Grand Contrôle, l'hôtel du Petit Contrôle e quello du Pavillon des Premières cent marches. Questo hotel sarà diretto dal gruppo LOV Hotel Collection (Stéphane Courbit) e Alain Ducasse Entreprise[17]